# Натаніель Бампо
Натаніель «Натті» Бампо (англ. Nathaniel "Natty" Bumppo) — головний герой пенталогії Фенімора Купера. Вправний мисливець та мужній воїн, найкращій стрілець фронтиру, знавець індіанських мов та звичаїв. Вперше з'являється у романі «Піонери» під прізвиськом Шкіряна Панчоха. В наступних творах серії фігурує під іншими іменами.

## Імена
Прямий Язик (англ. Straight-Tongue) — присвоєно делаварами за правдивість.
Голуб (англ. The Pigeon) — присвоєно делаварами за швидкість.
Висловухий (англ. Lap-Ear) — присвоєно делаварами за вміння відшукувати дичину.
Звіробій (англ. Deerslayer) — у молодості присвоєно делаварами як вправному мисливцю, який, вбивши багато звірів, жодного разу не пролив людської крові.
Соколине Око (англ. Hawkeye) — присвоєно воїном гуронів Риссю за влучність та скорострільність.
Довгий Карабін (фр. La Longue Carabine) — присвоєно на честь володіння рушницею «Оленебій» з надзвичайно довгим дулом, подарованою Джудіт Гаттер.
Слідопит (англ. Pathfinder) — присвоєно за неабиякі навички орієнтування на місцевості та відшукування слідів.
Шкіряна Панчоха (англ. Leatherstocking) — дане колоністами за незвичну для вихідців з Європи деталь одягу.
У романі «Прерія» Натті Бампо фігурує просто як «трапер».